# Bank2
Bank2 Bankaktiebolag var en svensk nischbank som bland annat erbjöd privatlån, företagslån och olika sparprodukter. Banken hade sitt ursprung i Läkarnas Kreditkassa som bildades 1903 samt Praktikerfinans AB som bildades 1981. Dessa två bolag gick 1997 samman och 1998 bildades SalusAnsvar Bank AB.
Sommaren 2005 köptes bolaget av den norska finanskoncernen B2Holding ASA som grundats samma år av Jon H. Nordbrekken och Øystein Stray Spetalen. Under maj 2007 tillträdde Gunvor Engström som VD för Bank2.
Den svenska delen av Bank2 förvärvades av Marginalen AB under sommaren 2008. Ny VD på Bank2 blev Marginalens VD Ewa Glennow. I och med förvärvet blev svenska Bank2 självständigt från den tidigare ägaren Bank2 i Norge. I augusti 2010 fusionerades Bank2 in i Finans AB Marginalen och Marginalen Bank bildades.